# Lycaena fieldeni
Lycaena fieldeni är en fjärilsart som beskrevs av Mclachlan 1878. Lycaena fieldeni ingår i släktet Lycaena och familjen juvelvingar. Inga underarter finns listade i Catalogue of Life.